# Le Moutaret
Le Moutaret är en kommun i departementet Isère i regionen Auvergne-Rhône-Alpes i sydöstra Frankrike. Kommunen ligger i kantonen Allevard som tillhör arrondissementet Grenoble. År 2022 hade Le Moutaret 254 invånare.

## Befolkningsutveckling
Antalet invånare i kommunen Le Moutaret
Referens:INSEE